# 德格县

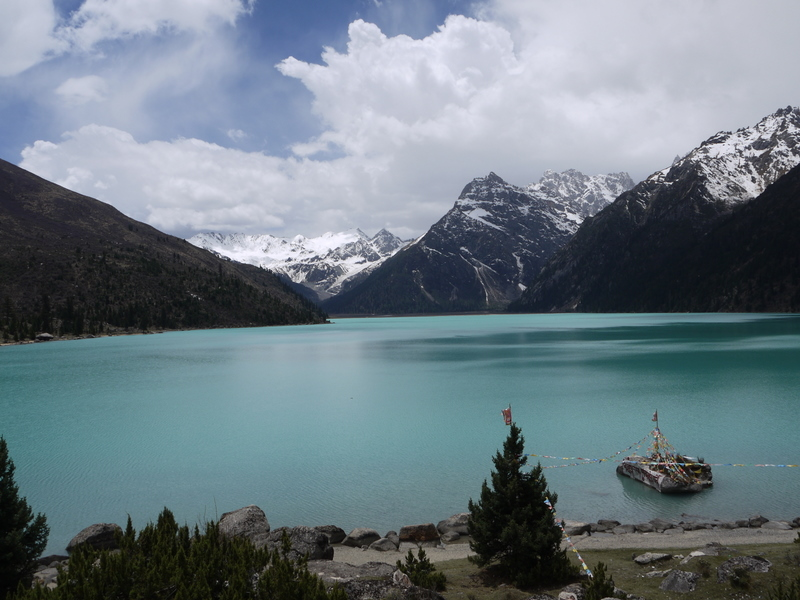
新路海

德格县（藏語：སྡེ་དགེ་རྫོང，威利转写：sde dge rdzong，藏语拼音：Dêgê Zong）是中华人民共和国四川省甘孜藏族自治州下辖的一个县，面积11955.55平方公里，2006年人口约7万。
更庆镇作为德格王国的首都时期成为了康区的宗教、文化中心，享誉中外的德格印经院即坐落此镇，噶举派主寺八邦寺也位於此县，德格也是藏医药学体系中“南派藏医药”的主要发祥地。

## 词源
“德格”这个名称来自“四德十善”。十善指佛教的十善。德格家族第三十二代孙索郎仁钦曾受过萨迦派第五代祖师八思巴的赏识，并赐名“四德十格之大夫”。之后他们就把他们家族的名称命名为“德格”，也将其统治地区也名为“德格”。:24

## 历史
明朝正统十三年（1448年），德格家族第三十六代第一世土司博塔·扎西森根和香巴噶举派高僧汤东杰布共同修建了汤甲经堂，并将政治中心迁往了今德格县的更庆镇，德格王国延续了一千三百多年，在鼎盛时期有12,000户到15,000户人口，疆域面积达到约四万五千平方公里。德格土司王国在十七至十八世纪积极对外扩张，控制了德格、鄧柯、石渠、
白玉、同普、贡觉、達日、称多、甘孜和新龍等地区。:24
德格王国以它的金属加工而知名，并且还是藏传佛教利美运动发祥的重要中心。

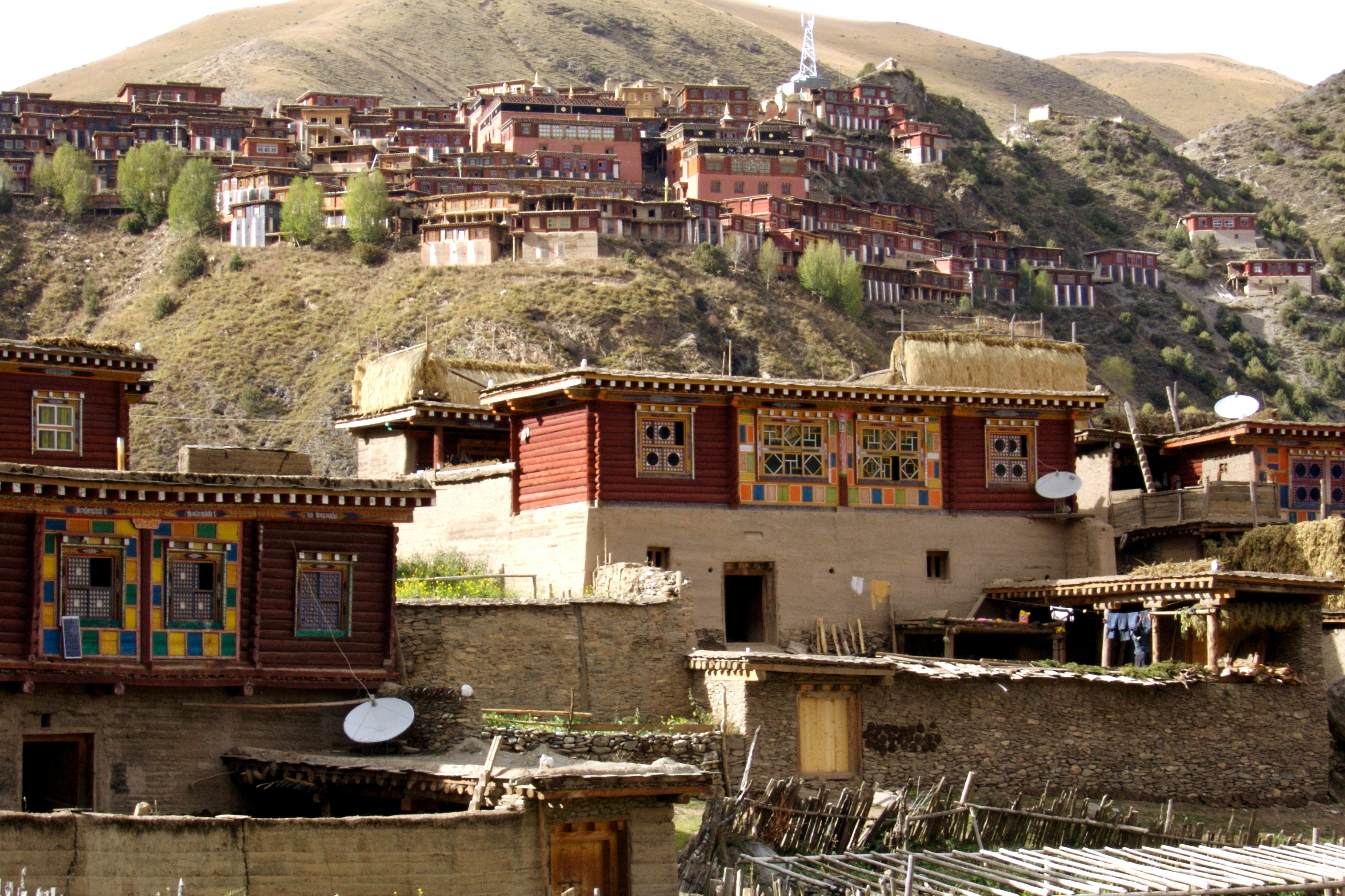
宗萨寺

明末清初，第六代德格土司嘎马松执政期间开始修建更庆寺，一直到第八代土司根噶彭错在位时才完全竣工。在清雍正年间，第十二代德格土司却吉·登巴泽仁时期又在更庆寺主殿的西侧兴修了闻名于世的德格印经院:24，在第十五世德格土司时修建完毕，后代土司也不断修缮和扩大，在18世纪末期，德格印经院的印版数量达到了20多万块。
川滇道務赵尔丰于1908年11月来到德格，并在翌年在此进行了改土归流政策，废除了当地土司制。1909年（宣统元年）在原土司统治区设立了府州县等区划。1913年后将德化州改名为德格县，为此地建县的起源。1918年第一次康藏糾紛後被藏軍攻佔，重新恢复了土司制:24，改设“德西”；1932年（民国21年）第三次康藏糾紛後劉文輝的川軍控制此地，设立了德格县政府，但同时也保留了当地的土司制:24，隶西康省。

中華民國時期，德格縣屬西康省管轄

除了德格家族之外，在德格县境内还有另一个名为“林葱”的家族，其诞生于6世纪以前，至中华人民共和国建国前共延续了89代:24。在11世纪达到鼎盛，主要控制地区为昌都、玉树等黄河流域一带，明末清初时趋于式微:24。

## 行政区划
德格县下辖10个镇、13个乡：
更庆镇、马尼干戈镇、竹庆镇、阿须镇、错阿镇、麦宿镇、打滚镇、龚垭镇、温拖镇、中扎科镇、岳巴乡、八帮乡、白垭乡、汪布顶乡、柯洛洞乡、卡松渡乡、俄南乡、俄支乡、玉隆乡、上燃姑乡、年古乡、浪多乡和亚丁乡。

## 交通
有 215国道、 317国道过境。